# Conferentie van Bretton Woods
De Conferentie van Bretton Woods, officieel de United Nations Monetary and Financial Conference, (Monetaire en Financiële Conferentie van de Verenigde Naties) werd van 1 tot 22 juli 1944 gehouden in het Mount Washington Hotel in Bretton Woods in de Amerikaanse staat New Hampshire. Hierbij waren 730 afgevaardigden van de 44 geallieerde landen uit de Tweede Wereldoorlog aanwezig.
Tijdens de Tweede Wereldoorlog begonnen John Maynard Keynes van de Bank van Engeland en Harry Dexter White van de United States Department of the Treasury onafhankelijk van elkaar na te denken over een naoorlogse financiële ordening. De Britten en Amerikanen publiceerden op 21 april 1944 een "Joint Statement by Experts on the Establishment of an International Monetary Fund", een gemeenschappelijke verklaring van experts voor de instelling van een Internationaal Monetair Fonds. Op 25 mei 1944 nodigde de Amerikaanse regering de geallieerden uit voor de internationale conferentie. Ter voorbereiding op de conferentie werden met een kleinere groep landen in Atlantic City tussen 15 en 30 juni 1944 voorstellen uitgewerkt die in Bretton Woods werden ingebracht.
Bij deze conferentie werd besloten tot de oprichting van de  Internationale Bank voor Wederopbouw en Ontwikkeling (International Bank for Reconstruction and Development, IBRD) (het eerste onderdeel van de Wereldbank) en het Internationaal Monetair Fonds (IMF). Dit leidde tot wat het systeem van Bretton Woods voor internationale commerciële en financiële betrekkingen werd genoemd.
Het voorgestelde systeem van Bretton Woods voorzag in de invoering van een stelsel van vaste wisselkoersen. Bijzonder was dat alleen de dollar tegen een vaste hoeveelheid goud kon worden ingewisseld bij de Amerikaanse Centrale Bank. Voor alle andere valuta werd wel een vaste wisselkoers met de dollar bepaald, maar deze waren niet direct inwisselbaar tegen goud. Indirect betekende het systeem van Bretton Woods de herinvoering van de goudstandaard.

## Onderhandelaars

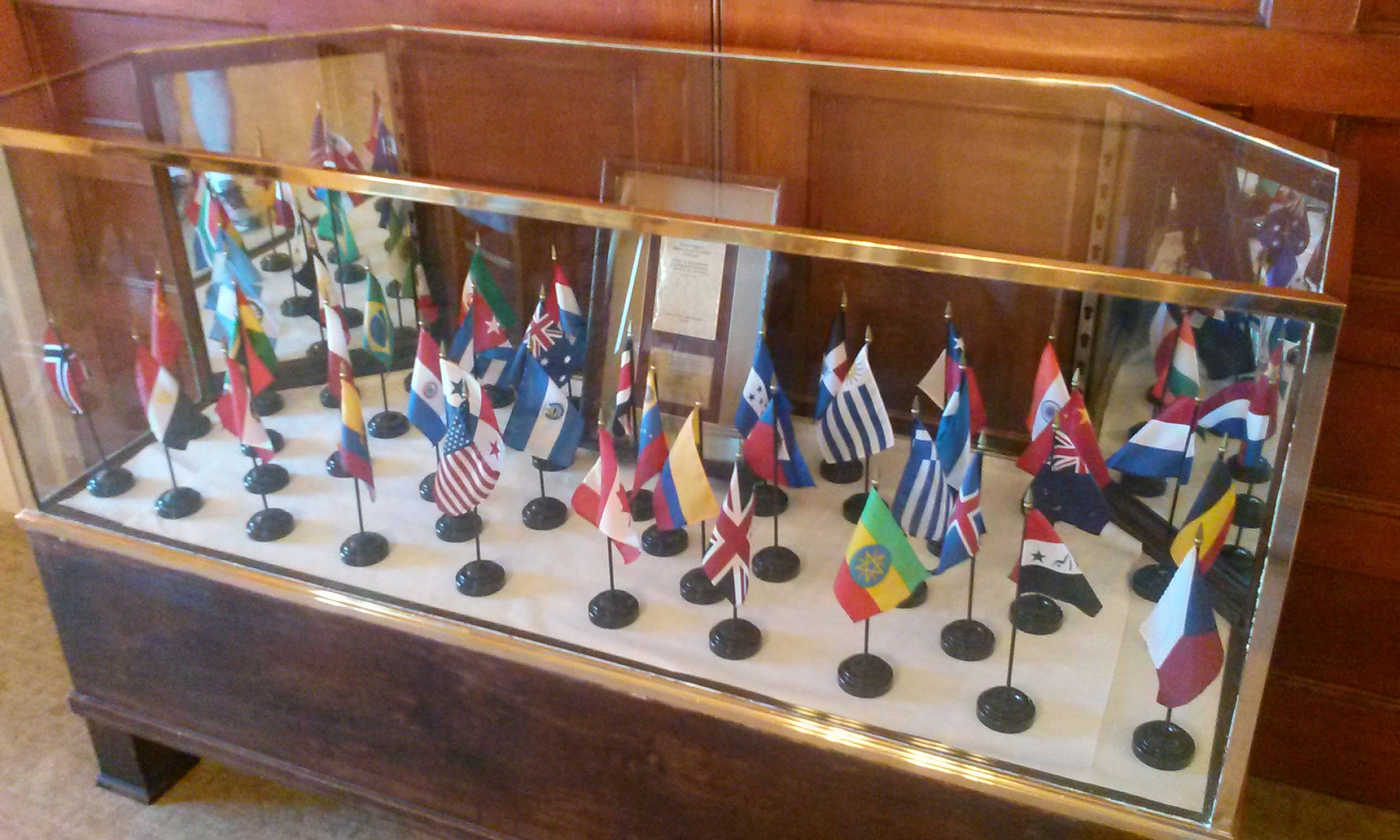
Deze vlaggen display bevindt zich in de "Gold Room" in het Mount Washington Hotel

## Achtergrond

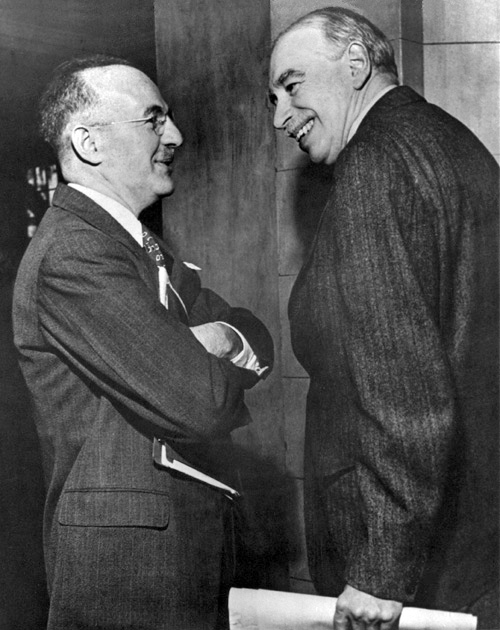
Harry Dexter White (links) en John Maynard Keynes in 1946. Zij waren namens respectievelijk de Verenigde Staten en het Verenigd Koninkrijk de twee belangrijkste onderhandelaars tijdens de conferentie van Bretton Woods.

Multilaterale economische samenwerking tussen landen was cruciaal voor de naoorlogse wereldeconomieën. Landen probeerden een internationaal monetair en financieel systeem op te zetten dat samenwerking en groei tussen de deelnemende landen bevorderde (IMF en creëerde ook de IBRD). Ze wilden de complicaties vermijden waarmee ze tijdens het interbellum werden geconfronteerd, als gevolg van het verlaten van de goudstandaard, de grote depressie en handelsoorlogen die de depressie wereldwijd verspreidden. Er zou behoefte zijn aan een entiteit die het evenwicht in de wisselkoersen bevordert en concurrerende devaluaties voorkomt, terwijl tegelijkertijd de autonomie van het binnenlands beleid voor hoge werkgelegenheid en reële inkomsten wordt gewaarborgd.
Bovendien hielden landen zich bezig met crises zoals die van Duitsland in de jaren 1920. Het verdrag van Versailles verplichtte Duitsland alleen om te betalen voor de herstelbetalingen van de Eerste Wereldoorlog maar dit veroorzaakte dat de Duitse economie in puin achter bleef. Hyperinflatie had bijvoorbeeld grote invloed op de Duitse economie en de prijzen stegen met 41 procent per dag. In de herfst van 1923 was 1 Dollar ongeveer 4 biljoen Mark waard, waardoor de bevolking gedwongen werd om te ruilen. De economische onrust in Duitsland leidde tot de financiële ineenstorting en uiteindelijk tot de opkomst van het nazisme en de Tweede Wereldoorlog, in lijn met de zorgen van John Maynard Keynes in "The Economic Consequences of the Peace" gepubliceerd in 1919. Om een nieuwe crisis in de naoorlogse wereld te voorkomen, achtten de wereldeconomieën het dus noodzakelijk om een systeem op te zetten dat internationale economische samenwerking bevorderde. De Verenigde Staten en het Verenigd Koninkrijk, de meest invloedrijke partijen in de conferentie, moesten echter nog beslissen of hun systeemvoorstellen in overeenstemming waren met hun belangen.
Al vroeg in de Tweede Wereldoorlog begonnen John Maynard Keynes van het Britse ministerie van Financiën en Harry Dexter White van het Amerikaanse ministerie van Financiën onafhankelijk van elkaar ideeën te ontwikkelen over de financiële orde van de naoorlogse wereld. (Zie hieronder voor Keynes' voorstel voor een International Clearing Union.) Na onderhandelingen tussen functionarissen van de Verenigde Staten en het Verenigd Koninkrijk, en overleg met enkele andere Bondgenoten, werd op 21 april 1944 gelijktijdig een "Gezamenlijke Verklaring van Deskundigen over de Oprichting van een Internationaal Monetair Fonds" gepubliceerd in een aantal Geallieerde landen. Op 25 mei 1944 nodigde de Amerikaanse regering de geallieerde landen uit om vertegenwoordigers te sturen naar een internationale monetaire conferentie, "met het doel definitieve voorstellen te formuleren voor een Internationaal Monetair Fonds en mogelijk een Bank voor Wederopbouw en Ontwikkeling.IBRD." (Het woord "Internationaal" werd laat in de Conferentie van Bretton Woods aan de titel van de Bank toegevoegd.) De Verenigde Staten nodigden ook een kleinere groep landen uit om deskundigen naar een voorbereidende conferentie in Atlantic City, New Jersey, te sturen om ontwerpvoorstellen voor de Conferentie van Bretton Woods te ontwikkelen. De Conferentie van Atlantic City werd gehouden van 15-30 juni 1944.

## De overeenkomsten

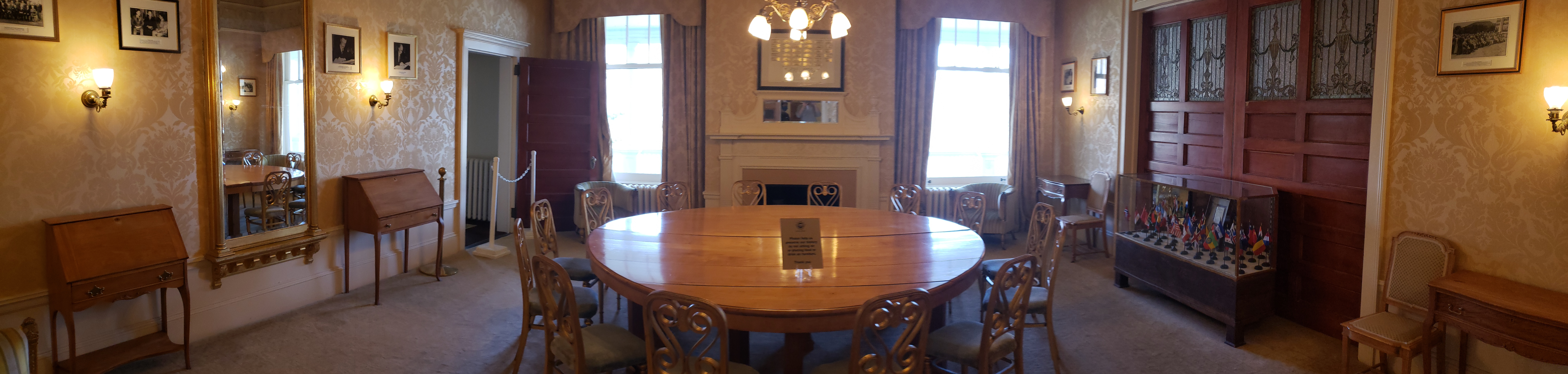
Bretton Woods Conference room

De Conferentie van Bretton Woods had drie belangrijke resultaten: 
1. Artikelen van overeenstemming over de oprichting van het IMF, dat tot doel had de stabiliteit van wisselkoersen en financiële stromen te bevorderen.
2. Artikelen van overeenkomst tot oprichting van de IBRD, die tot doel had de wederopbouw na de Tweede Wereldoorlog te bespoedigen en de economische ontwikkeling te bevorderen, met name door middel van leningen voor de aanleg van infrastructuur.
3. Andere aanbevelingen voor internationale economische samenwerking. In de slotakte van de conferentie zijn deze overeenkomsten en aanbevelingen opgenomen.

Binnen de Slotakte was het IMF-akkoord het belangrijkste onderdeel in de ogen van de deelnemers aan de conferentie en voor de latere werking van de wereldeconomie. De belangrijkste kenmerken waren:
- Een aanpasbaar gekoppeld wisselkoerssysteem: wisselkoersen waren gekoppeld aan goud. Regeringen werden alleen geacht de wisselkoersen te wijzigen om een "fundamenteel onevenwicht" te corrigeren.[8]
- De Lidstaten hebben zich ertoe verbonden hun valuta's inwisselbaar te maken voor transacties op handel gerelateerde en andere rekeningcouranttransacties. Er waren echter overgangsbepalingen die het mogelijk maakten om die verplichting voor onbepaalde tijd te accepteren, en de IMF-overeenkomst stond de lidstaten expliciet toe om kapitaalstromen te reguleren.[9] Het doel van wijdverspreide convertibiliteit van de lopende rekening werd pas van kracht in december 1958, toen de valuta's van de West-Europese leden van het IMF en hun koloniën converteerbaar werden.
- Aangezien het mogelijk was dat de aldus vastgestelde wisselkoersen niet gunstig zouden zijn voor de betalingsbalanspositie van een land, hadden regeringen de bevoegdheid om ze zonder bezwaar van het IMF met maximaal 10% te herzien ten opzichte van het aanvankelijk overeengekomen niveau ("nominale waarde"). Het IMF zou kunnen instemmen met of bezwaar kunnen maken tegen veranderingen boven dat niveau. Het IMF kon een lid niet dwingen een verandering ongedaan te maken, maar kon het lid wel de toegang tot de middelen van het IMF ontzeggen.[9]
- Alle lidstaten moesten intekenen op het kapitaal van het IMF. Het lidmaatschap van de IBRD was afhankelijk van het lidmaatschap van het IMF. De stemming in beide instellingen werd verdeeld volgens formules die meer gewicht gaven aan landen die meer kapitaal inbrachten ("quota").

## Open markten aanmoedigen
Het baanbrekende idee achter de Conferentie van Bretton Woods was het idee van open markten. In zijn slottoespraak op de conferentie verklaarde de voorzitter, de Amerikaanse minister van Financiën Henry Morgenthau, dat de oprichting van het IMF en de IBRD het einde van het economisch nationalisme betekende. Dit betekende dat landen hun nationale belang zouden behouden, maar handelsblokken en economische invloedssferen zouden niet langer hun middel zijn. Het tweede idee achter de Conferentie van Bretton Woods was gezamenlijk beheer van de westerse politiek-economische orde, wat betekent dat de belangrijkste industriële democratische naties de barrières voor handel en het verkeer van kapitaal moeten verlagen, naast hun verantwoordelijkheid om het systeem te besturen.

## Structuur van de conferentie

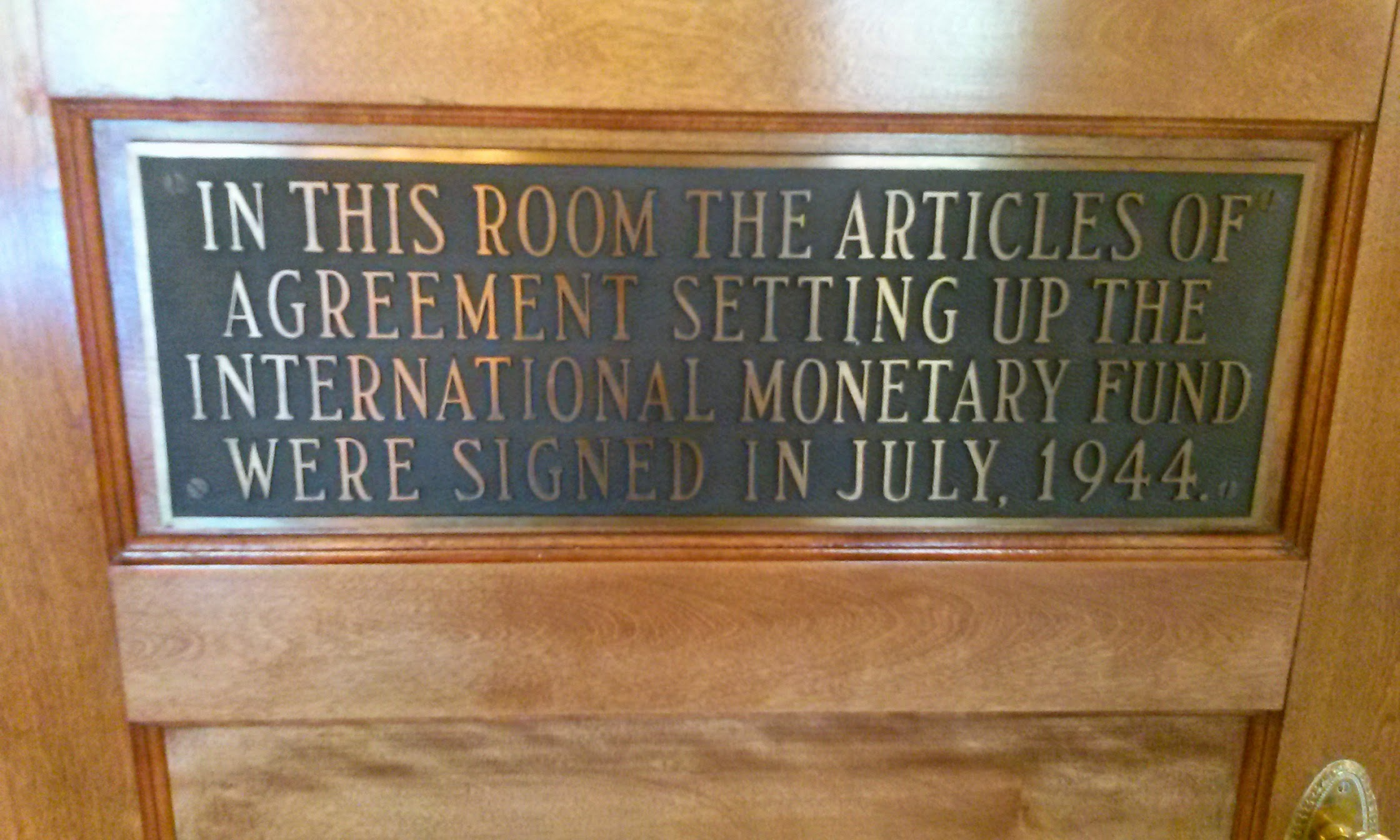
Herinneringsplaquette

Het hoogste orgaan van de Conferentie van Bretton Woods was de plenaire vergadering, die alleen in de eerste en laatste dag van de conferentie bijeenkwam en voornamelijk bestond om de besluiten van de lagere organen te bevestigen.
De conferentie voerde haar belangrijkste werk uit via drie 'commissies'. 
- Commissie I behandelde het IMF en werd voorgezeten door Harry Dexter White, assistent van de minister van Financiën van de VS en de belangrijkste Amerikaanse onderhandelaar op de conferentie.
- Commissie II behandelde de IBRD en werd voorgezeten door John Maynard Keynes, economisch adviseur van de Britse minister van Financiën en de belangrijkste Britse onderhandelaar op de conferentie.
- Commissie III behandelde "andere vormen van internationale financiële samenwerking" en werd voorgezeten door Eduardo Suárez, de Mexicaanse minister van Financiën en de leider van de Mexicaanse delegatie. Het was een plek voor ideeën die niet onder de andere twee commissies vielen.

Elke commissie had een aantal commissies en sommige commissies hadden subcommissies. Elk land op de conferentie had het recht om afgevaardigden naar alle vergaderingen van de commissies en de "permanente commissies" te sturen, maar andere commissies en subcommissies hadden het lidmaatschap beperkt, zodat ze efficiënter konden werken. Behalve bij het registreren van de definitieve goedkeuring of afkeuring van voorstellen, verliepen de werkzaamheden van de conferentie over het algemeen door middel van onderhandelingen en informele consensus in plaats van formele stemming. Bij het stemmen had elk land één stem.
Het belangrijkste doel van de conferentie was het bereiken van een akkoord over het IMF. Er was voldoende consensus dat de conferentie ook een akkoord kon bereiken over de IBRD. Om dit te doen, moest de conferentie worden verlengd van de oorspronkelijke sluitingsdatum van 19 juli 1944 tot 22 juli.
Omdat de Verenigde Staten op dat moment 's werelds grootste economie waren en de belangrijkste potentiële financieringsbron voor het IMF en IBRD, had de Amerikaanse delegatie de grootste invloed op de voorstellen die in Bretton Woods waren overeengekomen.

## Controverse van de Bank voor Internationale Betalingen

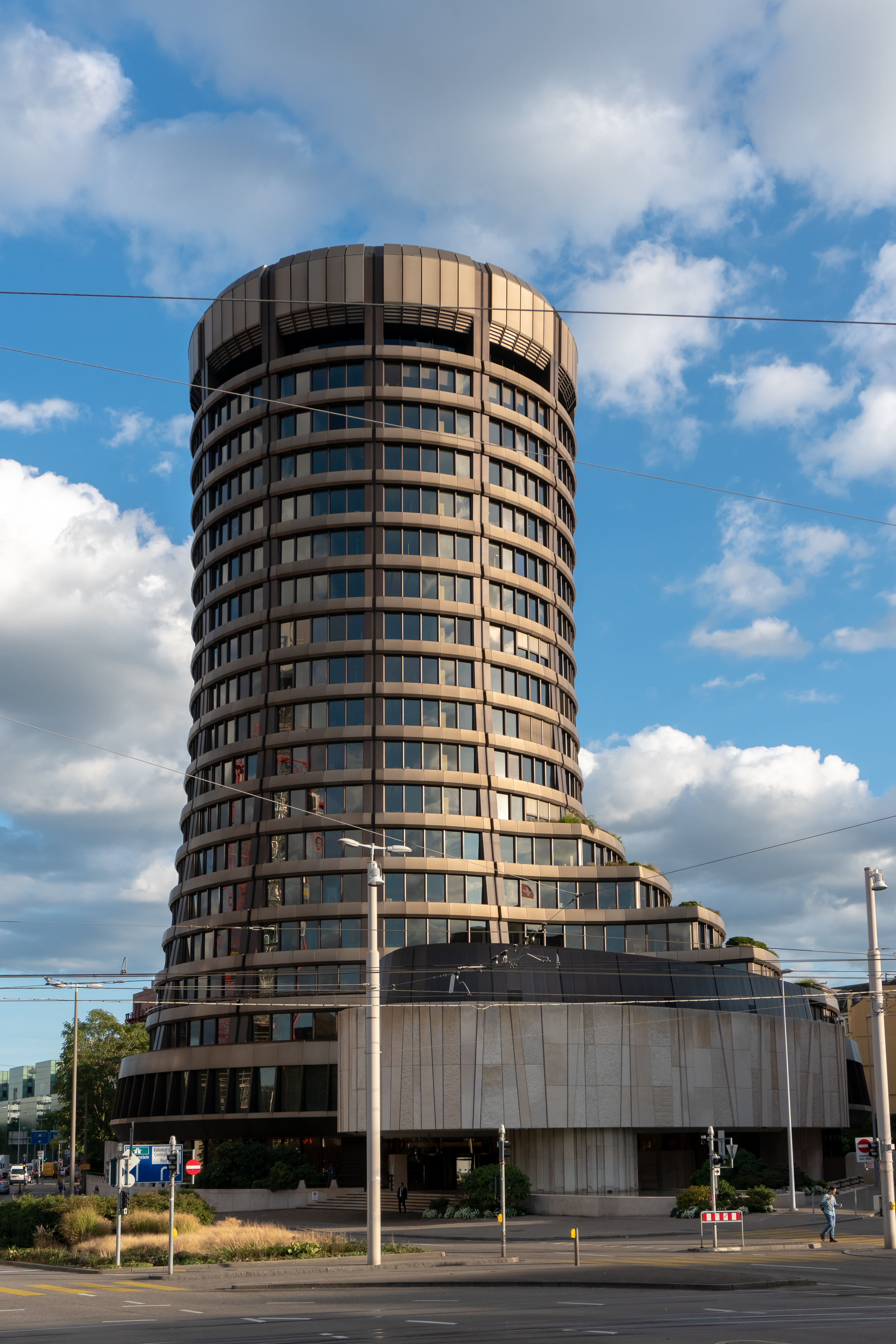
Bank for International Settlements